# Lumberjacks de Cleveland
Les Lumberjacks de Cleveland sont une équipe professionnelle de hockey sur glace de la Ligue internationale de hockey basée à Cleveland dans l'Ohio. 
Les Lumberjacks (bûcherons) ont eu plusieurs logos, le dernier étant un castor portant une salopette et une crosse de hockey avec autour de lui le dessin d'une scie circulaire.

## Historique
La franchise a été créée en 1984 en tant que Lumberjacks de Muskegon puis a emménagé à Cleveland en 1992. La franchise était associée aux Penguins de Pittsburgh de la Ligue nationale de hockey entre 1992 et 1997 et a mis fin à ses activités en même temps que la LIH.
Dans le passé, la ville de Cleveland avait une équipe de la LNH de 1976 à 1978, les Barons de Cleveland et en 2001, à la fin des Lumberjacks, une nouvelle équipe avec le même nom que celle de la LNH a été créée.

## Statistiques et records

### Saisons après saisons
| Saison    | PJ | V  | D  | DP | BP  | BC  | Pts | Classement               | Séries éliminatoires                                                   | Entraîneur                                 |
| --------- | -- | -- | -- | -- | --- | --- | --- | ------------------------ | ---------------------------------------------------------------------- | ------------------------------------------ |
| 1992-1993 | 82 | 39 | 34 | 9  | 329 | 330 | 87  | 2e, division Atlantique  | 0-4 Komets de Fort Wayne                                               | Phil Russell                               |
| 1993-1994 | 81 | 31 | 36 | 14 | 278 | 344 | 76  | 3e, division Atlantique  | Non qualifiés                                                          | Rick Paterson                              |
| 1994-1995 | 81 | 34 | 37 | 10 | 306 | 339 | 78  | 4e, division Nord        | 2-3 Cyclones de Cincinnati                                             | Rick Paterson                              |
| 1995-1996 | 82 | 43 | 27 | 12 | 334 | 330 | 98  | 3e, division Centrale    | 0-3 K-Wings du Michigan                                                | Rick Paterson                              |
| 1996-1997 | 82 | 40 | 32 | 10 | 286 | 280 | 90  | 2e, division Centrale    | 3-1 Ice d'Indianapolis 4-1 Solar Bears d'Orlando 1-4 Vipers de Détroit | Rick Paterson                              |
| 1997-1998 | 82 | 35 | 37 | 10 | 228 | 262 | 80  | 4e, division Centrale    | 3-1 Komets de Fort Wayne 2-4 Solar Bears d'Orlando                     | Perry Ganchar                              |
| 1998-1999 | 82 | 28 | 47 | 7  | 248 | 310 | 63  | 4e, division Centrale    | Non qualifiés                                                          | Perry Ganchar                              |
| 1999-2000 | 82 | 40 | 30 | 12 | 225 | 238 | 92  | 4e, association de l'Est | 4-1 Admirals de Milwaukee 2-4 Griffins de Grand Rapids                 | Perry Ganchar Blair MacDonald Phil Russell |
| 2000-2001 | 82 | 43 | 32 | 7  | 270 | 258 | 93  | 4e, association de l'Est | 0-4 Griffins de Grand Rapids                                           | Todd McLellan                              |

### Records d'équipe
- Sur une saison 
  - Buts : Dave Michayluk (1993-1994) avec 48 buts.
  - Aides : Jock Callander (1993-1994) avec 70 aides.
  - Points : Dave Michayluk (1992-1993) avec 112 points.
  - Minutes de pénalités : Paul Laus (1992-1993) avec 427 minutes de punition.
  - Moyenne de buts encaissés : Steve Passmore (1999-2000) avec une moyenne de 1,5 but encaissé par match.
  - Pourcentage d'arrêt : Michel Larocque (1999-2000) avec un taux d'arrêt à 95 %.

- Sur l'ensemble des saisons
  - Buts, aides et points : Jock Callander avec 181, 279 et 460 points.
  - Minutes de pénalités : Rick Hayward avec 948 minutes de punition.
  - Victoires en tant que gardien de but : Philippe DeRouville avec 43 victoires.
  - Blanchissages : Zac Bierk avec 6 blanchissages.
  - Plus grands nombres de matchs : Jock Callander avec 501 matchs.